# Đội tuyển Fed Cup Guatemala
Đội tuyển Fed Cup Guatemala đại diện Guatemala ở giải đấu quần vợt Fed Cup và được quản lý bởi Liên đoàn Quần vợt Guatemala.
Đội hiện tại thi đấu ở Nhóm II khu vực châu Mỹ.

## Lịch sử
Guatemala tham gia kì Fed Cup đầu tiên vào năm 1992.  Thành tích tốt nhất của họ là xếp thứ 5 ở Nhóm II năm 2007.